# Euxoa vertesta
Euxoa vertesta là một loài bướm đêm trong họ Noctuidae.